# Scleroprocta
Scleroprocta is een muggengeslacht uit de familie van de steltmuggen (Limoniidae).

## Soorten
- S. acifurca Savchenko, 1979
- S. apicalis (Alexander, 1911)
- S. balcanica Stary, 1976
- S. cinctifer (Alexander, 1919)
- S. hexacantha (Alexander, 1970)
- S. innocens (Osten Sacken, 1869)
- S. krzeminskii Stary, 2008
- S. latiprocta Savchenko, 1973
- S. oosterbroeki Stary, 2008
- S. pentagonalis (Loew, 1873)
- S. slaviki Stary, 2008
- S. sororcula (Zetterstedt, 1851)
- S. tetonica (Alexander, 1945)